# Danielle Turner
Danielle Turner, detta Dan (Warrington, 10 settembre 1991), è una calciatrice inglese, difensore dell'Aston Villa.

## Palmarès
- Campionato islandese: 1

Stjarnan: 2013
- Coppa d'Islanda: 1

Stjarnan: 2012
- FA Women's Championship: 1

Everton: 2017